# لويس كروز مارتينيز
لويس كروز مارتينيز (بالإسبانية: Luis Cruz Martínez)‏ هو عسكري تشيلي، ولد في 5 أغسطس 1866 في مولينا (تشيلي) في تشيلي، وتوفي في 10 يوليو 1882.